# Characodon lateralis
Characodon lateralis és una espècie de peix de la família dels goodèids i de l'ordre dels ciprinodontiformes.

## Morfologia
- Els mascles poden assolir 4 cm de longitud total i les femelles 5,5.[1][2]

## Alimentació
Menja algues.

## Hàbitat
És un peix d'aigua dolça, de clima subtropical (18 °C-27 °C) i demersal.

## Distribució geogràfica
Es troba a Durango (Mèxic).

## Observacions
És inofensiu per als humans.